# Gila Almagor
Gila Almagor (in ebraico: גילה אלמגור) nata Gila Alexandrovich (Petah Tiqwa, 22 luglio 1939) è un'attrice e scrittrice israeliana, considerata una delle maggiori interpreti del cinema e del teatro israeliano..
Nel 1998 è stata eletta al consiglio comunale di Tel Aviv, dove detiene il portafoglio per le arti e le attività culturali.
Nel 2002 ha contribuito alla nascita del Festival Internazionale del Cinema di Tel Aviv ed è una delle fondatrici della IUPA (Israeli Union of the Performing Artists) e di AMI (Artists and Musicians for Israel), di cui è stata per dieci anni portavoce e vicepresidente.
È sposata dal 1963 con il produttore e regista teatrale Yaakov Agmon, direttore artistico del Teatro Habimah di Tel Aviv, dal quale ha avuto due figli (più una terza adottata).

## Biografia

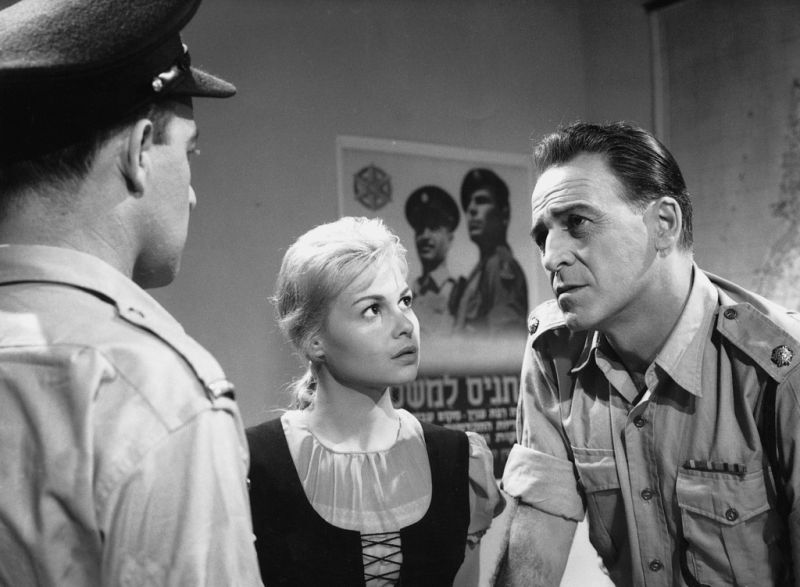
Con Natan Cogan in I sette dannati (1960)

Gila Almagor è nata il 22 luglio 1939 nella città palestinese di Petah Tiqwa, oggi nel Distretto Centrale di Israele. Il padre Max Alexandrowitz, poliziotto di origine tedesca, è rimasto ucciso da un cecchino arabo pochi mesi prima della sua nascita e Gila è cresciuta con la madre, della quale si è presa cura quando ha cominciato a manifestare disturbi mentali.
Nel 1954 la madre è stata internata in un istituto psichiatrico e Gila ha trascorso due anni nel villaggio-scuola di Hadassim, nella città di Even Yehuda, insieme ai figli di immigrati e sopravvissuti all'Olocausto. All'età di 15 anni ha lasciato il villaggio per andare a Tel Aviv e realizzare il sogno di diventare un'attrice. Dopo gli studi alla scuola d'arte drammatica del Teatro Habimah, nel 1956 ha esordito in La famiglia Antrobus di Thornton Wilder e due anni dopo è passata al Teatro Cameri, uno dei più importanti teatri israeliani.
Nel 1960 ha fatto il suo debutto sul grande schermo con un ruolo nel film I sette dannati  di Raphael Nussbaum e tre anni dopo ha interpretato la parte di Margo in El Dorado di Menahem Golan, con il quale ha continuato spesso a recitare negli anni successivi. Nel 1964 si è trasferta a New York per continuare gli studi di recitazione e dopo due anni, al suo ritorno in Israele ha continuato a lavorare come attrice freelance.

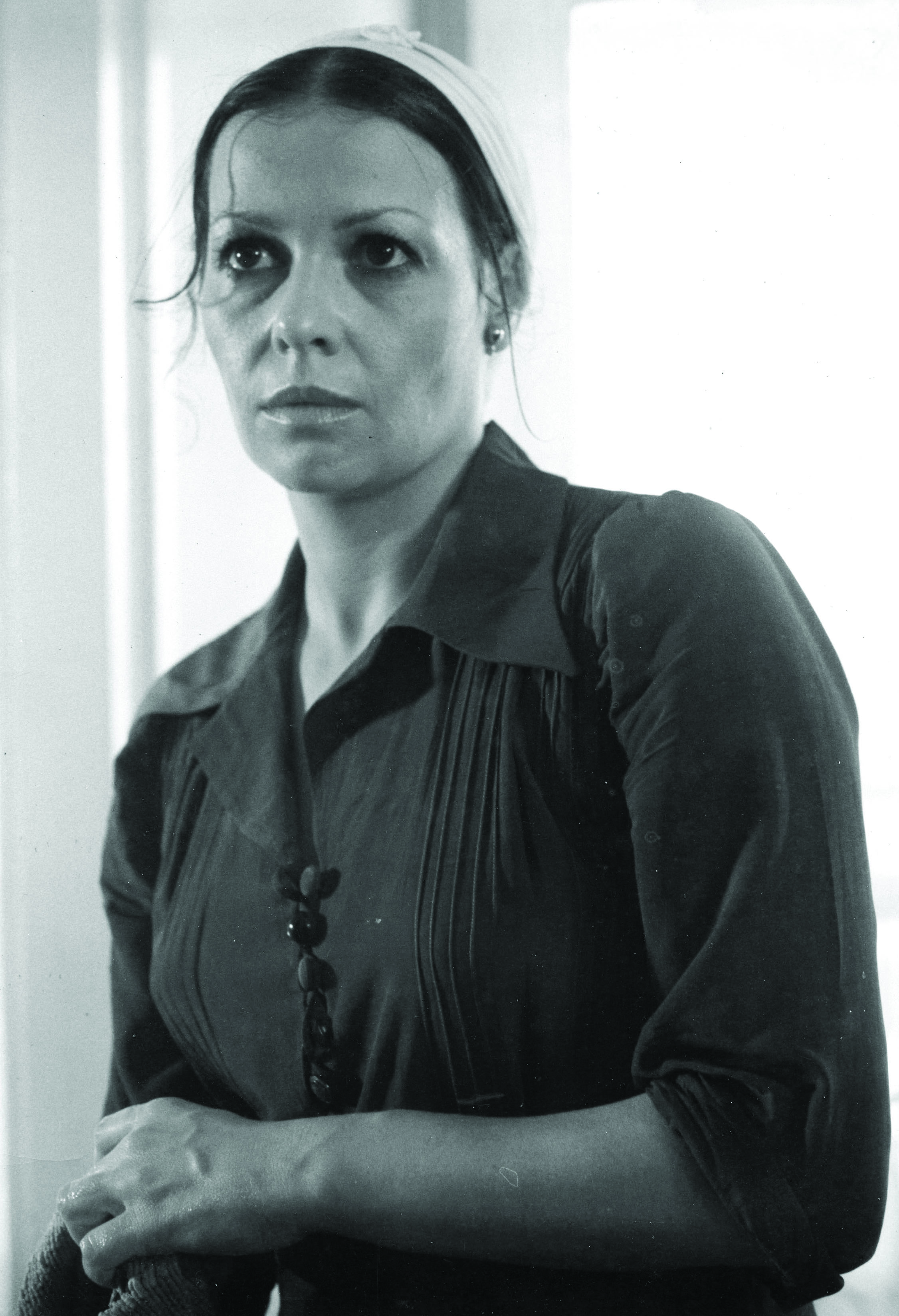
The House on Chelouche Street (1973)

A partire dagli anni sessanta ha continuato ad alternare l'attività teatrale a quella cinematografica, spesso accettando l'errata immagine di ebrea di origine marocchina così come emergeva dai ruoli interpretati. In realtà Gila Almagor aveva sempre tenuto nascosto il suo vero background familiare e solo nel 1985 ha tentato di affrontare il proprio passato, pubblicando il romanzo autobiografico Hakayitz shel Aviya, in cui raccontava la storia del rapporto con la madre sopravvissuta ai campi di sterminio.
Diventato un bestseller, nonché parte del curriculum scolastico in Israele, il romanzo ha dato origine ad un adattamento teatrale e ad un film diretto nel 1988 da Eli Cohen, diventato una sorta di "terapia di gruppo" per un'intera generazione di sopravvissuti all'Olocausto che non erano mai stati in grado di discutere apertamente la derisione subìta durante i primi anni dello stato di Israele. In seguito la stampa ha rivelato che, in realtà, la madre di Gila non era mai stata in un campo di sterminio ma era giunta in Palestina prima della guerra, lasciando dietro di sé i suoi parenti che avevano poi trovato la morte nei campi nazisti. Per raccontare la verità, nel 1992 Gila ha perciò scritto un secondo libro autobiografico, Etz Ha-Domim Tafus, e nel 1995 ha prodotto il film omonimo diretto anch'esso da Eli Cohen, nel quale ha interpretato proprio il ruolo della madre.

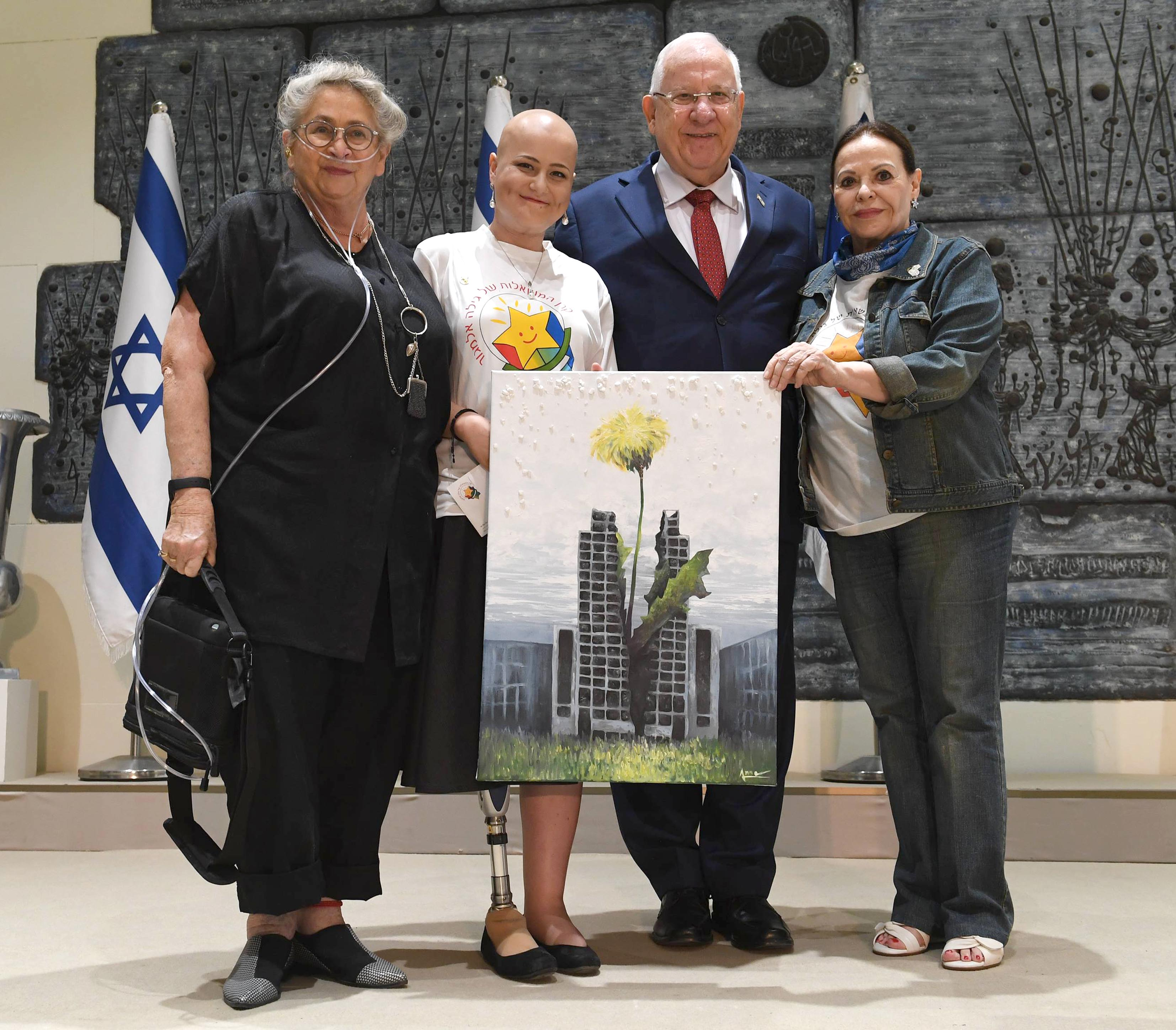
Alla sinistra del presidente israeliano Reuven Rivlin nel 2017, in un incontro della Gila Almagor Wishes Foundation.

Dalla fine degli anni novanta è comparsa anche in alcune serie televisive tra cui BeTipul, che ha dato origine a vari adattamenti tra cui l'italiano In Treatment, nel quale ha interpretato il ruolo di Gila Abulafia.
Nel 2005 ha interpretato la madre di Avner Kaufmann, il personaggio interpretato da Eric Bana nel film Munich di Steven Spielberg, mentre nel 2007 ha partecipato a The Debt di Assaf Bernstein, in cui ha vestito il ruolo di un ex agente del Mossad che negli anni sessanta partecipa alla cattura di un ex medico nazista.
Gila Almagor ha fatto parte della giuria del Festival cinematografico internazionale di Mosca nel 1993 e di quella del Festival internazionale del cinema di Berlino nel 1996.

### Beneficenza e impegno civile
Oltre che fondatrice della Gila Almagor Wishes Foundation, organizzazione no-profit per il benessere dei bambini con malattie terminali, l'attrice è presidente del ramo di Tel Aviv della Israeli Cancer Association e di ASSITEJ Israeli, sezione israeliana dell'Associazione Internazionale per il teatro per bambini e giovani.

## Filmografia
- I sette dannati (Brennender Sand), regia di Raphael Nussbaum (1960)
- Havura Shekazot, regia di Zeev Havatzelet (1962)
- Donnez-moi dix hommes désespérés, regia di Pierre Zimmer (1962)
- El Dorado, regia di Menahem Golan (1963)
- Af Milah L'Morgenstein, regia di Arieh Elias, Benjamin Koretzki e Ben Oyserman (1963)
- Sallah (Sallah Shabati), regia di Ephraim Kishon (1964)
- Commandos in azione (Einer spielt falsch), regia di Menahem Golan (1965)
- Haminiyah Leretzach, regia di Peter Freistadt (1966)
- Fortuna, regia di Menahem Golan (1966)
- Ervinka, regia di Ephraim Kishon (1967)
- Moto Shel Yehudi, regia di Denys de La Patellière (1969)
- Matzor, regia di Gilberto Tofano (1969)
- Malkat Hakvish, regia di Menahem Golan (1971)
- Escape to the Sun, regia di Menahem Golan (1972)
- The House on Chelouche Street (Ha-Bayit Berechov Chelouche), regia di Moshé Mizrahi (1973)
- Tod eines Fremden, regia di Reza Badiyi e Uri Massad (1976)
- La notte dei falchi (Mivtsa Yonatan), regia di Menahem Golan (1977)
- Hatzilu Et HaMatzil, regia di Itzik Kol e Uri Zohar (1977)
- Imi Hageneralit, regia di Joel Silberg (1979)
- Machboim, regia di Dan Wolman (1980)
- Al Hevel Dak, regia di Michal Bat-Adam (1980)
- Lo L'Shidur, regia di Yeud Levanon (1981)
- Ahava Rishonah, regia di Uzi Peres (1982)

- Kvish L'Lo Motzah, regia di Yaky Yosha (1982)
- Dirsi addio (Every Time We Say Goodbye), regia di Moshé Mizrahi (1986)
- Hakayitz shel Aviya, regia di Eli Cohen (1988)
- The Rose Garden, regia di Fons Rademakers (1989)
- Ha-Chayim Al-Pi Agfa, regia di Assi Dayan (1992)
- Sh'Chur, regia di Shmuel Hasfari (1994)
- Etz Hadomim Tafus, regia di Eli Cohen (1994)
- Leylasede, regia di Shemi Zarhin (1995)
- Dangerous Acts, regia di Shemi Zarhin (1998)
- Ha-Bsora Al-Pi Elohim, regia di Assi Dayan (2004)
- Riki Riki, regia di Eitan Anner (2005)
- Munich, regia di Steven Spielberg (2005)
- Tied Hands, regia di Dan Wolman (2006)
- Shalosh Ima'ot, regia di Dina Zvi-Riklis (2006)
- Hamiklat, regia di Roy Hornshtein (2007)
- The Debt, regia di Assaf Bernstein (2007)
- 2048, regia di Yaron Kaftori (2010)
- Il responsabile delle risorse umane (The Human Resources Manager), regia di Eran Riklis (2010)
- Hora 79, regia di Eli Cohen (2013)
- Love Letter to Cinema, film collettivo (2014)
- Fire Birds, regia di Amir Wolf (2015)
- Hajnali láz, regia di Péter Gárdos (2015)
- Antenna, regia di Arik Rothstein (2016)

## Televisione

### Film Tv
- The Bride and the Butterfly Hunter, regia di Ram Loevy (1974)
- Una donna di nome Golda (A Woman Called Golda), regia di Alan Gibson (1982)
- Un ostaggio a Beirut (Held Hostage: The Sis and Jerry Levin Story), regia di Roger Young (1991)

### Serie Tv
- Tironoot, regia di Uri Barbash (1998) - 2 episodi
- Ha-Isha Ha'acheret, regia di Ori Inbar e Shemi Zarhin (2000)
- BeTipul, di registi vari (2005-2008)
- Eretz Nehederet, di registi vari (2006) - 1 episodio
- Ha-Shir Shelanu, regia di Shirley Stern e Yoav Tzafir (2006) - 1 episodio
- Yaldey Rosh Ha-Memshala, regia di Alon Benari (2011-2012)
- Tanoochi, regia di Yariv Horowitz e Shirley Stern (2012) - 2 episodi
- Sara Stein, regia di Matthias Tiefenbacher (2016) - 2 episodi

## Romanzi
- Hakayitz shel Aviya - Am Oved, 1985
- Etz Ha-Domim Tafus - Am Oved, 1992
- Alex Lerner, Daphna Ve-Ani - Am Oved, 2002
- Erga, Yalda Min Ha-Chalomot - Am Oved, 2003

## Riconoscimenti

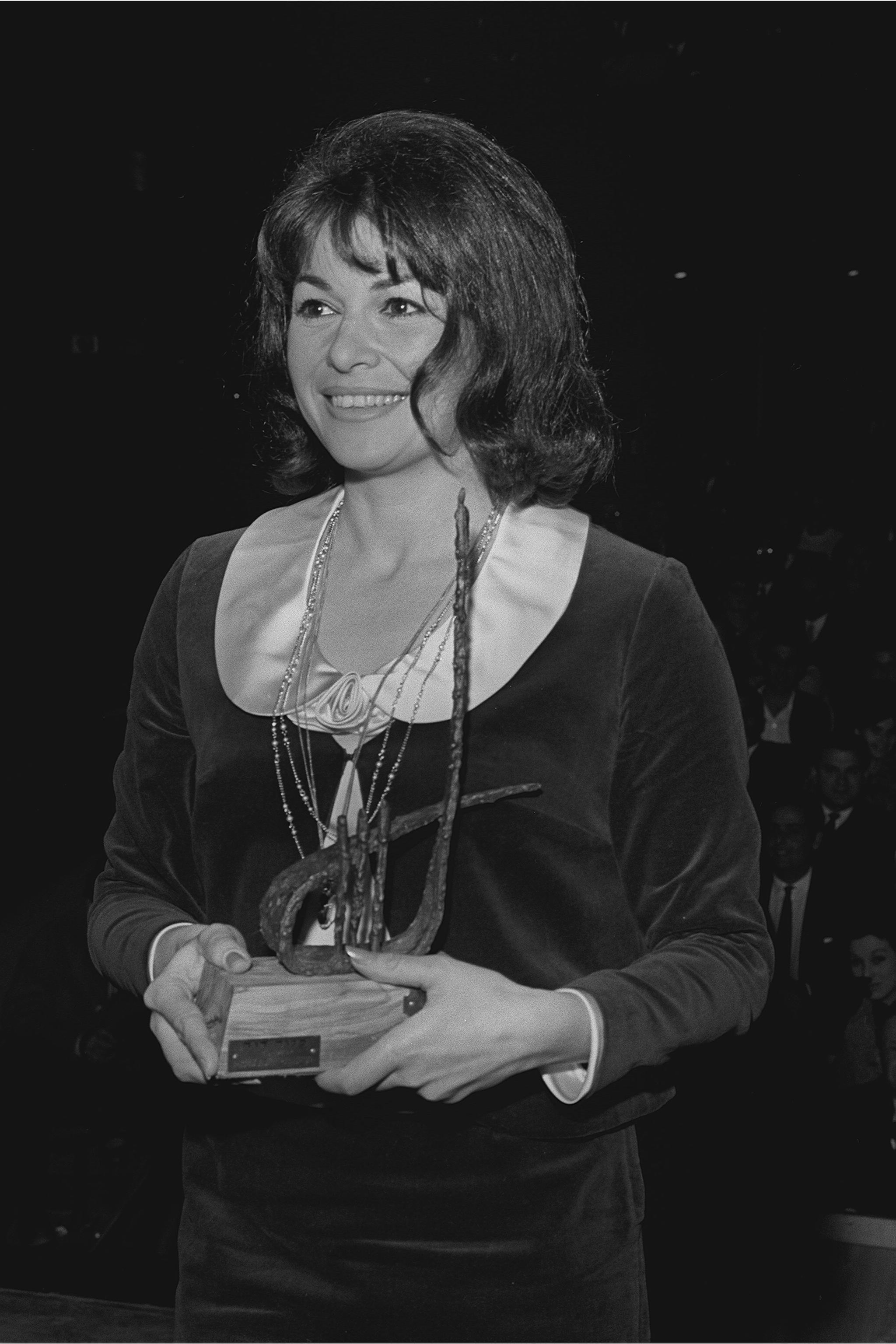
Con il Kinor David vinto nel 1964.

Gila Almagor si è aggiudicata per 10 volte il Kinor David, premio assegnato ogni anno dal quotidiano israeliano Yedioth Ahronoth che nel 1990, insieme all'Israel Film Institute, l'ha nominata "Attrice del decennio".
Il primo riconoscimento risale al 1989, quando si è aggiudicata l'Orso d'argento per il miglior contributo artistico al Festival di Berlino per l'interpretazione in Hakayitz shel Aviya, ex aequo con Kaipo Cohen.
In seguito ha ottenuto due nomination agli Israeli Academy Awards come miglior attrice, nel 1998 per Dangerous Acts e nel 2006 per Tied Hands. Sempre nel 2006 si è aggiudicata lo Special Prize al Jerusalem Film Festival per Tied Hands e Shalosh Ima'ot.
Tra i premi onorari ricevuti per la sua attività artistica e il lungo contributo al cinema israeliano ci sono quelli al Jerusalem Film Festival nel 1996, agli Israeli Academy Awards nel 1997, al Festival Internazionale del Cinema di Haifa nel 1999, il Premio Israele nel 2004 e quello del 2007 al Libertas Film Festival di Ragusa.
Gila Almagor è stata insignita nel luglio del 1996 del President's Merit Award for Volunteers, un riconoscimento per il suo lungo impegno nel volontariato. Nel 2005 ha ricevuto la carica di ambasciatrice "Hans Christian Andersen" e nel 2009, sia l'Università Ben Gurion del Negev sia quella di Tel Aviv le hanno conferito un dottorato onorario come riconoscimento del suo contributo alla cultura israeliana.

## Doppiatori italiani
Nelle versioni in italiano dei suoi film, Gila Almagor è stata doppiata da: 
- Rita Savagnone in Munich
- Anna Rita Pasanisi in Il responsabile delle risorse umane